# Az Angyal (televíziós sorozat)
Az Angyal kalandjai (The Saint) angol tv-sorozat, amelyet 1962 és 1969 között az ITC forgatott az ITV televízióhálózat megrendelésére. Főszereplője Roger Moore. Az első négy évad (71 epizód) fekete-fehérben készült, színes csak az utolsó két évad 47 epizódja lett. A 90-es években felújították, Az Angyal címmel.
A sorozat főhőse a Leslie Charteris által 1928-ban írt, Meet the Tiger! (Találkozás a tigrissel) c. regény Simon Templarja, becenevén az Angyal, aki tolvaj, kalandor úriember. A filmbéli Angyal, Simon Templar viszont magándetektív.
Charteris komponálta a sorozat zenéjét is.

## Téma
Teal, a Scotland Yard felügyelője, a regényhez hasonlóan, minden epizódban megpróbálja Simon Templart letartóztatni, miközben ő beleveti magát a kalandokba. Az Angyal Robin Hood modernkori reinkarnációjaként, habozás nélkül, akár a törvényes határok feszegetésével is fellép a csalókkal, a gyönyörű nők irányában erőszakos bűnözőkkel, vagy gazdagokkal, sőt néha formálisan vagy informálisan még a brit vagy amerikai titkosszolgálatokkal szemben is.

## Epizódok
A sorozatban hat évad alatt összesen 118 epizód készült.
| Évadok        | Epizódok | Az első tévébemutató |
| ------------- | -------- | -------------------- |
| Első évad     | 12       | 1962                 |
| Második évad  | 27       | 1963–1964            |
| Harmadik évad | 23       | 1964–1965            |
| Negyedik évad | 9        | 1965                 |
| Ötödik évad   | 26       | 1966–1967            |
| Hatodik évad  | 21       | 1968–1969            |

## Mozifilmek
A sorozathoz kapcsolódóan két mozifilmet is bemutattak szintén Roger Moore címszereplésével:
- Az Angyal elrablása (The Fiction Makers, 1967, 105 perc, rendezte: Roy Ward Baker)
- Az Angyal vérbosszúja (Vendetta for the Saint, 1969, 90 perc, rendezte: Jim O’Connoly)

## Hasonló produkciók
- 1966-ban Jean Marais játszotta a címszerepet Christian-Jaque Az Angyal lesen (Le saint prend l’affut) című filmjében.
- 1978-ban, majd 1979-ben Simon Templar Ian Ogilvy arcával jelent meg Az Angyal visszatér című sorozatban.
- Az 1987-es televíziós filmben, Az Angyal Manhattanben a főhőst Andrew Clark játszotta.
- Az 1989-ben született, hatrészes The Saint-sorozat főszerepében Simon Dutton látható.
- 1997-ben Val Kilmer játszotta a címszerepet Phillip Noyce Az Angyal (The Saint) című mozifilmjében.
- 2017-ben Adam Rayner játszotta a címszerepet Ernie Barbarash Az Angyal (The Saint) című tévéfilmjében. (Ian Ogilvy itt rosszfiút játszik).

## Fordítás
- Ez a szócikk részben vagy egészben  az   Il Santo (serie televisiva) című olasz Wikipédia-szócikk ezen változatának fordításán alapul.  Az eredeti cikk szerkesztőit annak laptörténete sorolja fel. Ez a jelzés csupán a megfogalmazás eredetét és a szerzői jogokat jelzi, nem szolgál a cikkben szereplő információk forrásmegjelöléseként.